# E=MC² (Album)
E=MC² ist das elfte Studioalbum der mehrfachen Grammy-Gewinnerin Mariah Carey. Es wurde vom Plattenlabel Island Records veröffentlicht, Executive Producer waren Mariah Carey und Antonio „L.A.“ Reid. Veröffentlicht wurde das Album am 15. April 2008.

## Albumtitel
Die Abkürzung E=MC² bedeutet „die Emanzipation ist gleich Mariah Carey im Quadrat“. Es ist ein Wortspiel mit Albert Einsteins bekannter Formel über die Äquivalenz von Masse und Energie. Außerdem ist der Titel eine Reverenz an ihr 2005 erschienenes Album The Emancipation of Mimi.
Vor der Bestätigung des offiziellen Titels war geplant, das Album nach einem der darauf befindlichen Stücke That Chick zu nennen.
Auf dem Cover von E=MC² zeigt sich Mariah Carey nur mit einem langen weißen Schal bedeckt.

## Produktionsgeschichte
Mariah Carey berichtete, während sie auf der Tournee The Adventures of Mimi war, dass sie bereits an ihrem neuen Album arbeite. Sie verbrachte einige Zeit für Aufnahmen auf den Jungferninseln. Am 1. Februar 2008 wurde auf Mariah Careys offizieller Webpräsenz ein Video von Mariah und Produzent Jermaine Dupri während einer Session in Careys TriBeCa-Triplex veröffentlicht.
Weitere Produzenten sind unter anderem Bryan Michael Cox, Polow Da Don und will.i.am. Ende 2007 wählte Mariah Carey aus dem vorhandenen Material die Stücke für das Album aus.

## Musik und Texte
Die Musik des Albums stammt aus Bereichen wie Pop, R&B und Hip-Hop, aber einige Lieder enthalten auch Elemente des Gospels und auch Reggae. Auf dem Lied Side Effects spricht sie über ihre Ehe mit Tommy Mottola, die sie als „private hell“ (private Hölle) beschreibt, als auch über den „emotional abuse“ (emotionellen Missbrauch), den sie während dieser Zeit sah und an deren Nachwirkungen sie noch heute leidet. MTV-Autorin Jennifer Vineyard nennt das Lied eine „Rock Power Ballade“ und vergleicht diese Musik mit der von Bonnie Tyler und Pat Benatar.
I’m That Chick enthält Melodien von Michael Jacksons Off the Wall. Das Lied I’ll Be Lovin’ U Long Time sampled DeBarges Stay with Me (als auch ein Zitat einer vietnamesischen Prostituierten aus Full Metal Jacket) als auch melodische Teile von Titellied von Hill Street Blues. Die zweite Single Bye Bye handelt vom Tod ihres Vaters, Alfred Roy, der 2002 an Krebs starb, und davon, wie sie ihn in ihrer Kindheit vermisst hat. Obwohl der Text sehr persönlich ist, versucht sie das Thema universell zu behandeln, so dass jeder, der jemanden verloren hat, es nachvollziehen kann. Das letzte Lied I Wish You Well ist eine Piano-Ballade mit einem leichten Gospel-Einschlag. Das Lied zitiert an einigen Stellen die Bibel.

## Kritiken
Die größte Herausforderung dieses Albums war, die Qualität des Vorgängeralbums zu erhalten, die in den meisten Kritiken positiv gesehen wurde.
Laut dem Billboard Magazine, das E=MC² als „Pop-Album mit gleichen Teilen von Leichtigkeit und Tiefgang“ beschreibt, klang Mariah Carey „nie so frei wie auf ihrem 10ten Album“. 
MTV lobte die Lieder Side Effects und I Wish You Well und sagte, „dass Carey am besten sänge, wenn sie nicht vokalistische Übungen macht, sondern den Gesang einfach hält“.

## Titelliste

### EU-Version
01. Migrate (feat. T-Pain) – 4:18
02. Touch My Body – 3:25
03. Cruise Control (feat. Damian Marley) – 3:33
04. I Stay In Love – 3:32
05. Side Effects (feat. Young Jeezy) – 4:22
06. I’m That Chick – 3:31
07. Love Story – 3:56
08. I’ll Be Lovin’ U Long Time – 3:01
09. Last Kiss – 3:36
10. Thanx 4 Nothin – 3:05
11. O.O.C. – 3:27
12. For The Record – 3:26
13. Bye Bye – 4:27
14. I Wish You Well – 4:36

### Britischer Bonus-Track
15. Heat – 3:35

### Japanische Bonus-Tracks
15. Heat – 3:35
16. 4real4real (feat. Da Brat) – 4:13

## Singles
Bereits mit der ersten Single-Auskopplung aus E=MC², dem Titel Touch My Body, veröffentlichte Mariah Carey ihren 18. Nummer-1-Hit in den USA. Damit überholte sie Elvis Presley, der es auf 17 solcher Platzierungen gebracht hatte, und ist nun auf Platz zwei in der Liste der Künstler mit den meisten Nummer-1-Singles in den Billboard Hot 100. Zudem wurde die Download-Version der Single in der ersten Woche 286.000-mal heruntergeladen, ein Rekord, der ihr Platz 1 in den Charts „Hot Digital Songs“ einbrachte. Live-Premiere feierte die Single am 15. März 2008 bei Saturday Night Live.
Die zweite Single aus E=MC² wurde Bye Bye, gefolgt von I’ll Be Loving You Long Time, das Carey vor der Single-Veröffentlichung bei den MTV Awards in Japan vortrug. Vierte Singleauskopplung war I Stay In Love. Das Video zu dieser Single wurde in Las Vegas gedreht, co-produziert von Nick Cannon und Mariah Carey.

## Kommerzieller Erfolg

### Chartplatzierungen
| ChartsChartplatzierungen       | Höchstplatzierung | Wochen |
| ------------------------------ | ----------------- | ------ |
| Deutschland (GfK)              | 7 (7 Wo.)         | 7      |
| Österreich (Ö3)                | 8 (5 Wo.)         | 5      |
| Schweiz (IFPI)                 | 5 (10 Wo.)        | 10     |
| Vereinigte Staaten (Billboard) | 1 (27 Wo.)        | 27     |
| Vereinigtes Königreich (OCC)   | 3 (13 Wo.)        | 13     |

| ChartsJahrescharts (2008)      | Platzierung |
| ------------------------------ | ----------- |
| Vereinigte Staaten (Billboard) | 22          |

### Auszeichnungen für Musikverkäufe
| Land/Region                  | Auszeichnungen für Musikverkäufe (Land/Region, Auszeichnung, Verkäufe) | Verkäufe  |
| ---------------------------- | ---------------------------------------------------------------------- | --------- |
| Australien (ARIA)            | Gold                                                                   | 35.000    |
| Brasilien (PMB)              | Gold                                                                   | 30.000    |
| Japan (RIAJ)                 | Gold                                                                   | 100.000   |
| Kanada (MC)                  | Platin                                                                 | 80.000    |
| Philippinen (PARI)           | Gold                                                                   | 7.500     |
| Russland (NFPF)              | Gold                                                                   | 10.000    |
| Vereinigte Staaten (RIAA)    | Platin                                                                 | 1.300.000 |
| Vereinigtes Königreich (BPI) | Gold                                                                   | 100.000   |
| Insgesamt                    | 6× Gold · 2× Platin ·                                                  | 1.662.500 |

Hauptartikel: Mariah Carey/Auszeichnungen für Musikverkäufe